# Luchtpostblad

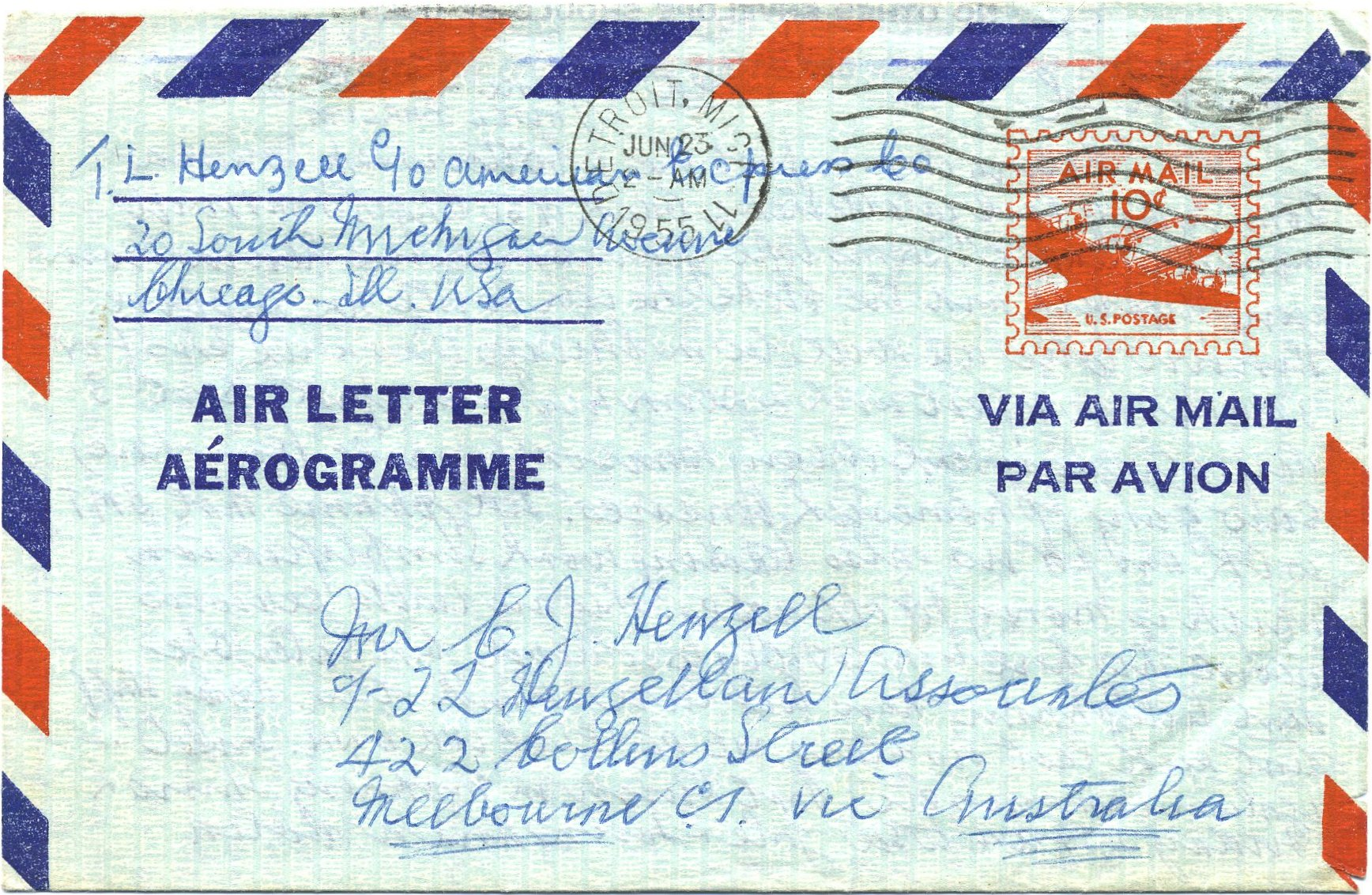
Luchtpostblad van de Verenigde Staten, verzonden van Detroit (Michigan) naar Melbourne in Australië op 23 juni 1955

Een luchtpostblad of aerogram is een postwaardestuk. Het bestaat uit een velletje papier dat aan twee of drie zijden is voorzien van een gomstrook. Het velletje kan na het beschrijven worden dichtgevouwen en dichtgeplakt met behulp van de gomstroken. Daarna kan het per luchtpost worden verzonden, doorgaans tegen een lager tarief dan een normale luchtpostbrief. Meestal is het dan ook verboden iets in te sluiten bij het luchtpostblad. Gebeurt dat wel, dan moet de zending volgens het normale tarief voor een luchtpostbrief worden verstuurd. Doorgaans moet de afzender dan een postzegel bijplakken. Sluit hij iets in zonder een postzegel bij te plakken, dan kan het luchtpostblad met strafport worden belast. Het luchtpostblad is dus een postblad dat door de lucht wordt vervoerd.
De meeste luchtpostbladen hebben een ingedrukte postzegel. In een paar landen, zoals Nieuw-Zeeland, Zimbabwe en Ierland, zijn luchtpostbladen zonder ingedrukt zegel te koop, waar de afzender dan zelf een postzegel op moet plakken. Luchtpostbladen zonder ingedrukt zegel worden ook vaak verstrekt aan militairen op een overzeese missie. Die kunnen daarmee corresponderen met familie en kennissen. Meestal worden deze luchtpostbladen als veldpost gratis vervoerd.
De meeste luchtpostbladen zijn bedoeld voor berichten naar het buitenland, maar in sommige grotere landen als India, Pakistan en Zuid-Afrika zijn luchtpostbladen voor het binnenlands verkeer uitgegeven.
Het woord aerogram is pas in gebruik sinds 1952, toen de Wereldpostunie op een congres in Brussel tot deze naam besloot.

## Geschiedenis

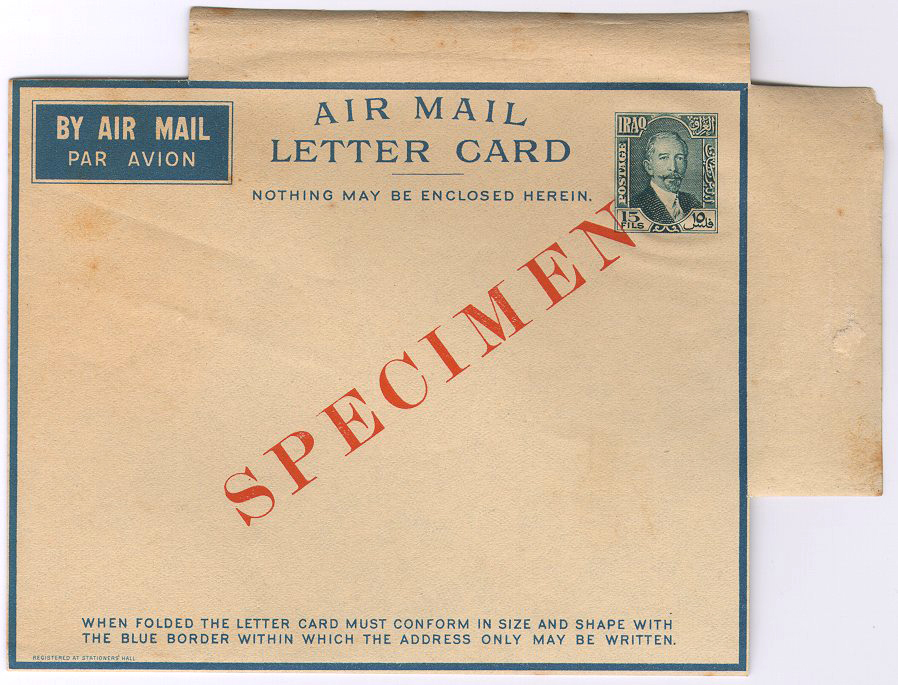
Het eerste luchtpostblad, uitgegeven in Irak in 1933. Ingedrukt zegel met portret van koning Faisal I van Irak

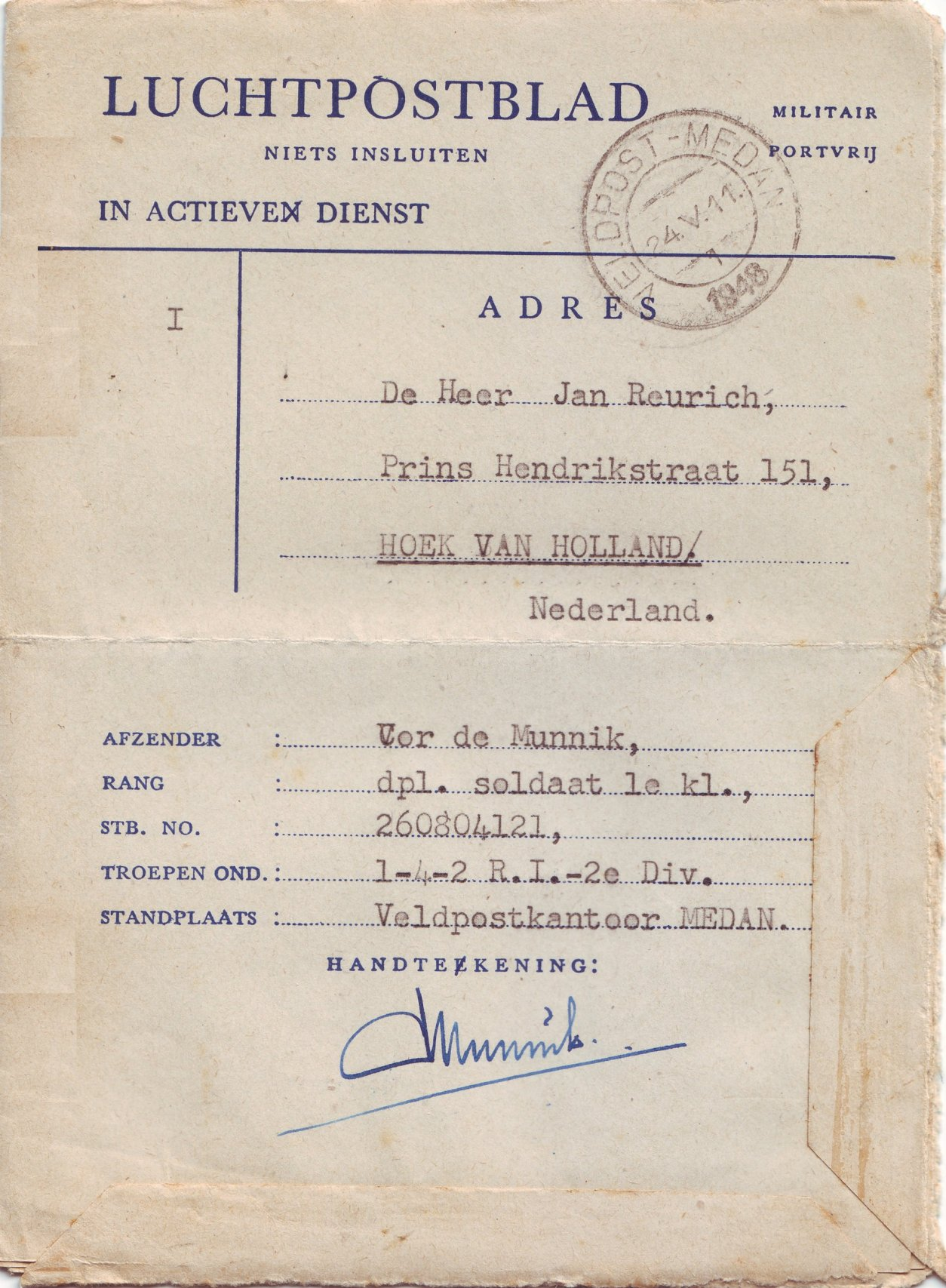
Luchtpostblad voor gebruik door militairen in Nederlands-Indië, via het veldpostkantoor in Medan verzonden naar Hoek van Holland op 24 mei 1948

Irak was in 1933 het eerste land dat een luchtpostblad uitgaf. Tot de Tweede Wereldoorlog vond dit voorbeeld weinig navolging. Tijdens die oorlog kwam de Britse luitenant-kolonel R.E. Evans met het plan om voor de correspondentie van de soldaten gebruik te maken van velletjes die dichtgeplakt konden worden, en voor de verzending dus geen envelop nodig hadden. Dat scheelde aanzienlijk, zowel in het gewicht als in het volume. Zo kon er veel meer in een postzak. Anthony Eden, de minister van Oorlog, nam het idee over en in 1941 ging de ‘Air Mail Letter Card Service’ voor het Midden-Oosten van start.
Het luchtpostblad werd een groot succes. De lichte velletjes waren voor de veldpostdienst gemakkelijk te hanteren en de soldaten hadden geen bezwaar tegen het gebruik, want de mogelijkheid om ze dicht te plakken waarborgde de privacy.
Na de oorlog voerden steeds meer landen het luchtpostblad in. De Verenigde Staten kwamen in 1947 met een Air Letter. Jarenlang was dit een veelgebruikt postwaardestuk, maar de opkomst van de e-mail maakte daaraan een eind. Sinds 2006 verstrekt de United States Postal Service geen luchtpostbladen meer.
Nederland voerde in 1947 luchtpostbladen zonder ingedrukte zegel in voor de correspondentie van militairen die in Nederlands-Indië deelnamen aan de politionele acties, met familie en kennissen in Nederland. Voor familie en kennissen die met de soldaten in Indië wilden corresponderen, waren er postbladen met een ingedrukte zegel van 10 cent met het portret van koningin Wilhelmina. In 1949 werd het eerste luchtpostblad voor algemeen gebruik uitgegeven tegen het tarief van 30 cent. De meeste Nederlandse luchtpostbladen vermelden de Franse term aérogramme naast de Nederlandse term luchtpostblad. Het laatste Nederlandse luchtpostblad verscheen in 2007. In 2008 werd de verkoop van dit type postwaardestuk gestaakt.
De Bondsrepubliek Duitsland gaf in 1949 zijn eerste luchtpostblad uit onder de naam Luftpostbrief. Het tweede luchtpostblad, uit 1950, werd Luftpostleichtbrief genoemd, een term die ook op latere luchtpostbladen stond, vaak naast de term Aerogramm. Sinds 1 januari 2007 is het luchtpostblad niet meer verkrijgbaar.